# Esgrima nos Jogos Pan-Americanos de 2011 - Espada por equipes masculino
A competição da espada por equipes masculino foi um dos eventos da esgrima nos Jogos Pan-Americanos de 2011, em Guadalajara. Foi disputada no Ginásio de Usos Múltiplos no dia 27 de outubro.

## Calendário
Horário local (UTC-6).
| Data          | Horário | Fase              |
| ------------- | ------- | ----------------- |
| 27 de outubro | 8:30    | Quartas-de-finais |
| 27 de outubro | 10:10   | 5º ao 8º lugar    |
| 27 de outubro | 10:20   | Semifinais        |
| 27 de outubro | 11:50   | 7º lugar          |
| 27 de outubro | 11:50   | 5º lugar          |
| 27 de outubro | 11:50   | Bronze            |
| 27 de outubro | 19:00   | Final             |

## Medalhistas
|  | USA Estados Unidos                                        |  | VEN Venezuela                                               |  | CAN Canadá                                                        |
|  | Weston Kelsey Cody Mattern Gerek Meinhardt Soren Thompson |  | Silvio Fernández Francisco Limardo Rubén Limardo Jhon Pérez |  | Tigran Bajgoric Igor Gantsevich Etienne Lalonde Vincent Pelletier |

## Chave

### Finais
|  | Quartas-de-final | Quartas-de-final   | Quartas-de-final |               |              | Semifinais         | Semifinais          | Semifinais          |                     |  | Final | Final              | Final |
|  |                  |                    |                  |               |              |                    |                     |                     |                     |  |       |                    |       |
|  | 1                | USA Estados Unidos | 45               |               |              |                    |                     |                     |                     |  |       |                    |       |
|  | 8                | ESA El Salvador    | 27               |               |              |                    |                     |                     |                     |  |       |                    |       |
|  | 8                | ESA El Salvador    | 27               |               | 1            | USA Estados Unidos | 45                  |                     |                     |  |       |                    |       |
|  |                  |                    |                  |               | 1            | USA Estados Unidos | 45                  |                     |                     |  |       |                    |       |
|  |                  | 4                  | CHI Chile        | 26            |              |                    |                     |                     |                     |  |       |                    |       |
|  | 5                | 4                  | CHI Chile        | 26            | COL Colômbia | 38                 |                     |                     |                     |  |       |                    |       |
|  | 5                |                    |                  |               | COL Colômbia | 38                 |                     |                     |                     |  |       |                    |       |
|  | 4                | CHI Chile          | 40               |               |              |                    |                     |                     |                     |  |       |                    |       |
|  |                  |                    |                  |               |              |                    |                     |                     |                     |  | 1     | USA Estados Unidos | 42    |
|  |                  |                    | 2                | VEN Venezuela | 25           |                    |                     |                     |                     |  |       |                    |       |
|  | 3                | CAN Canadá         | 45               |               |              |                    |                     |                     |                     |  |       |                    |       |
|  | 6                | MEX México         | 28               |               |              |                    |                     |                     |                     |  |       |                    |       |
|  | 6                | MEX México         | 28               |               | 3            | CAN Canadá         | 39                  |                     |                     |  |       |                    |       |
|  |                  |                    |                  |               | 3            | CAN Canadá         | 39                  |                     |                     |  |       |                    |       |
|  |                  | 2                  | VEN Venezuela    | 40            |              |                    | Disputa pelo bronze | Disputa pelo bronze | Disputa pelo bronze |  |       |                    |       |
|  | 7                | CUB Cuba           | 40               |               |              |                    | 4                   | CHI Chile           | 27                  |  |       |                    |       |
|  | 2                | VEN Venezuela      | 45               |               |              |                    |                     |                     |                     |  | 3     | CAN Canadá         | 45    |

### Classificação 5º – 8º
|  | Classificação | Classificação   | Classificação |  |  | 5º lugar | 5º lugar        | 5º lugar |
|  |               |                 |               |  |  |          |                 |          |
|  | 8             | ESA El Salvador | 38            |  |  |          |                 |          |
|  | 5             | COL Colômbia    | 45            |  |  |          |                 |          |
|  |               |                 |               |  |  | 5        | COL Colômbia    | 34       |
|  |               |                 |               |  |  | 7        | CUB Cuba        | 45       |
|  | 6             | MEX México      | 34            |  |  |          |                 |          |
|  | 7             | CUB Cuba        | 45            |  |  | 7º lugar | 7º lugar        | 7º lugar |
|  |               |                 |               |  |  | 8        | ESA El Salvador | 32       |
|  |               |                 |               |  |  | 6        | MEX México      | 45       |